# Ali Farokhmanesh
Ali Fredrick Farokhmanesh (Pullman, 16 aprile 1988) è un ex cestista, dirigente sportivo e allenatore di pallacanestro statunitense.

## Palmarès
- Supercoppa d'Olanda: 1

SPM Shoeters Den Bosch: 2013